# Yorima subflava
Yorima subflava är en spindelart som beskrevs av Chamberlin och Ivie 1942. Yorima subflava ingår i släktet Yorima och familjen kardarspindlar. Inga underarter finns listade i Catalogue of Life.